# 軌跡 (加藤和樹の曲)
『軌跡』（きせき）は、加藤和樹の9枚目のシングルである。

## 概要
- CD+DVD付きTypeA・CD+DVD付きTypeB・通常盤の3種類がある。
TypeAのDVDには軌跡のPVを収録。TypeBのDVDには7周年記念映像が収録されている。
- アーティストデビュー7周年の記念として本人が作詞作曲を行い、CDジャケットやPVの内容も過去を振り返る作風に仕上げてある。
- 「千本桜」「上弦の月」はニコニコ動画上に本人のアカウントで「歌ってみた」としても投稿されている。千本桜においては公開から1日で10万再生を突破し、「歌ってみた」カテゴリのランキング最高位1位を取得した[1][2][3]

## 収録曲
1. 軌跡
作詞/作曲：加藤和樹 編曲：吉田トオル
2. 千本桜
作詞/作曲：黒うさ  編曲：V系うどん職人
　※自身が主演を務めた『音楽劇　千本桜』の主題歌
3. 上弦の月 （通常盤にのみ収録されている）
作詞/作曲：黒うさ  編曲：V系うどん職人
　※自身が主演を務めた『音楽劇　千本桜』の劇中歌
4. 軌跡（Instrumental）
5. 千本桜（カラオケ）
6. 上弦の月（カラオケ）